# Cryptochironomus petiolatus
Cryptochironomus petiolatus är en tvåvingeart som först beskrevs av Jean-Jacques Kieffer 1921.  Cryptochironomus petiolatus ingår i släktet Cryptochironomus och familjen fjädermyggor.
Artens utbredningsområde är Taiwan. Inga underarter finns listade i Catalogue of Life.